# 都枝寒
都枝寒（1991年9月24日—），韓國男演員。2018年12月24日陆军现役入伍。

## 演出作品

### 電視劇
- 2009年：KBS《公主歸來》飾演 羅峰熙（少年）
- 2009年：SBS《耶誕節會下雪嗎》飾演 朴鍾碩
- 2010年：KBS《巨商金萬德》飾演 鄭弘洙（少年）
- 2011年：MBC every1《Real School（朝鲜语：레알스쿨）》飾演 都枝寒
- 2012年：MBC《不能沒有你的生活》飾演 金治道
- 2013年：SBS《錢的化身》飾演 權赫
- 2013年：tvN《籃球》飾演 姜山
- 2015年：TV朝鮮／tvN《偉大的故事－入試的定石》飾演 吳燦煐
- 2016年：KBS《花郎》飾演 朴冸流
- 2017年：KBS《無窮花開了》飾演 車太鎮
- 2018年：tvN《百日的郎君》飾演 東柱 （特別演出）

### 網路劇
- 2009年：《星期日》
- 2015年：《髭狗小姐》飾演 鄭燦勇

### 電影
- 2011年：《登陸之日》飾演 金俊殖（少年）
- 2012年：《惡鄰拼圖》飾演 安尚潤
- 2012年：《火燒108大樓》飾演 李善宇
- 2015年：《愛上變身情人》飾演 金禹鎮
- 2016年：《舞水端（朝鲜语：무수단 (영화)）》飾演 崔哲
- 2020年:《 불량한 가족》

### 綜藝節目
- 2011年1月20日：MBC Drama《愛情追擊者》Ep.21
- 2016年12月3日：KBS《演藝家中介》Ep.1650（與《花郎》劇組）

### MV
- 2011年：Bubble Sisters（朝鲜语：버블시스터즈）《鋼琴森林》
- 2013年：許閣《1440》（與吳夏榮）

### 廣告代言
| 產品名            | 種類     | 備註                     |
| ----------------- | -------- | ------------------------ |
| 正官庄            | 保健品   | 1                        |
| 國立中央博物館    | 文化宣傳 | 1 （页面存档备份，存于） |
| Viyott 優格       | 食品     |                          |
| 치킨강정 韓式炸雞 | 食品     |                          |
| STONEHENgE        | 首飾     |                          |
| Peggy & Co        | 運動服飾 |                          |
| intercrew         | 休閒服飾 |                          |

## 外部連結
- 官方網站 （页面存档备份，存于）
- NAVER （页面存档备份，存于）
- 都枝寒的X（前Twitter）
- 都枝寒的Instagram帳戶